# Lac Rommens
Lac Rommens är en sjö i Kanada.   Den ligger i regionen Abitibi-Témiscamingue och provinsen Québec, i den sydöstra delen av landet, 250 km norr om huvudstaden Ottawa. Lac Rommens ligger 351 meter över havet. Arean är 0,78 kvadratkilometer. Den ligger vid sjöarna  Lac Bogaert Lac du Tartre Lac Édile Lac Gull Lac Luri och Lac Pantin. Den sträcker sig 2,1 kilometer i nord-sydlig riktning, och 0,9 kilometer i öst-västlig riktning.
I omgivningarna runt Lac Rommens växer i huvudsak blandskog. Trakten runt Lac Rommens är nära nog obefolkad, med mindre än två invånare per kvadratkilometer.